# Hardangerbanan
Hardangerbanan (norska Hardangerbana eller Hardangerbanen) var en 27,5 kilometer lång, elektrifierad järnväg som gick från Voss station till Eide (Granvin station) vid Granvinfjorden i Hardanger. Beslut om byggandet fattades av Stortinget 1919. Banan öppnades den 30 mars 1935. Banan hade vid Granvin den enda järnvägsstationen vid Hardangerfjorden, och Granvin blev därför ett centrum för trafik i Hardanger.

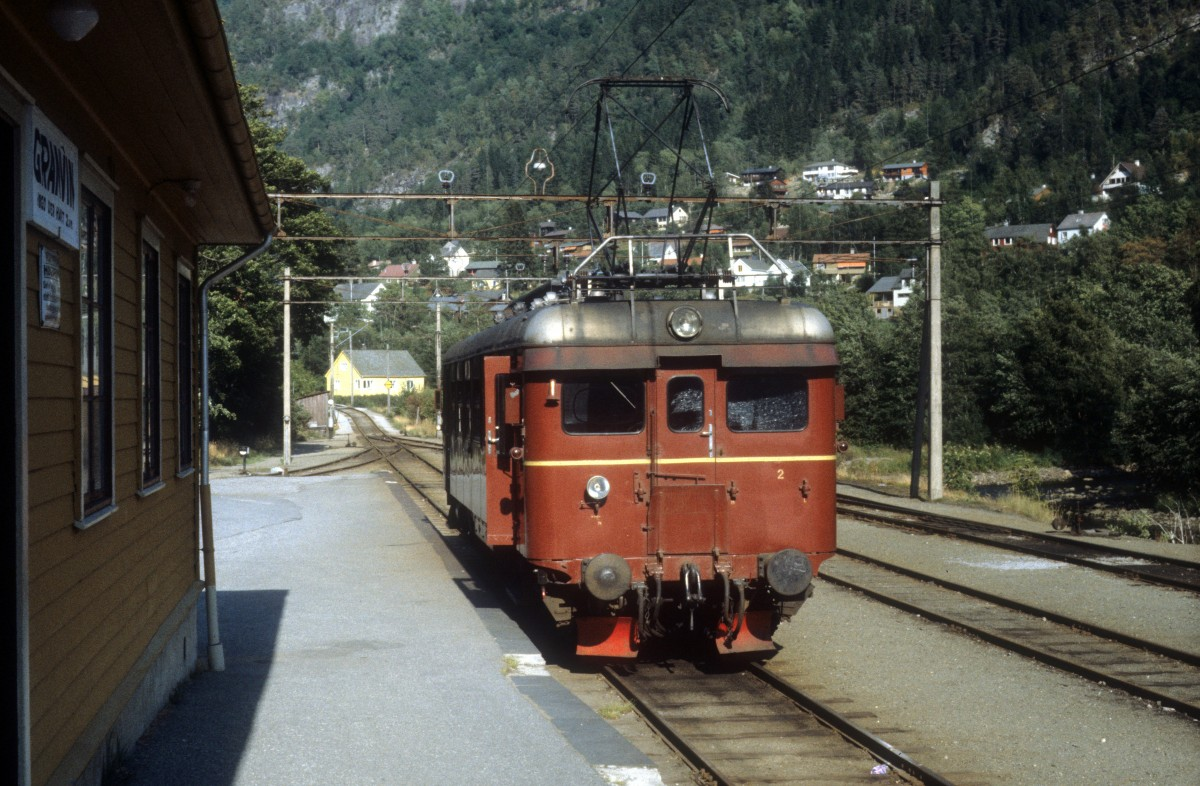
Motorvagn på Granvin station, 1982.

Banan gick bitvis i svåra terrängförhållanden och den hade fyra tunnlar varav den längsta på 1 101 meters längd. Den var brant med 4,5 % som största stigning.
Persontrafiken lades ned den 1 juni 1985 och godstrafiken 1989. Spåret från Voss till Palmafoss godsterminal (3,39 km) finns kvar som sidospår. Stora delar av bansträckan används i dag som gång- och cykelväg.

## Stationer och hållplatser på Hardangerbanan
- Voss
- Haugamoen
- Palmafoss
- Kinne
- Mønshaug
- Bjørgum
- Dalsleitet
- Flatlandsmo
- Skjervet
- Såkvitno
- Nesheim
- Selland
- Kollanes
- Granvin